# Едмунд Джозеф Салліван
Едмунд Джозеф Салліван (англ. Edmund Joseph Sullivan; 1869—1933) — британський викладач і художник-графік книг та часописів зламу ХІХ-ХХ століть.

## Життєпис
Походив з родини художника. Перші художні навички отримав від батька.
Дорослішання майбутнього художника припало на добу вибухового пожвавлення друкарської справи і появи низки нових видань, розрахованих на популярні і різні смаки. Виявилась потужна потреба у художниках-графіках, художниках-репортерах, художниках книг. На хвилі попиту в художниках-графіках Едмунд Джозеф Салліван вирішив пов'язати власну кар'єру з графікою і працею у видавництвах.
У віці 19 років він почав працювати у «Daily Graphic», а з 1893 року працював у «Pall Mall Magazine».
З молодих років він почав використовувати малюнки тонким пером, котре використовував як інші художники — тонкий олівець. Його художня манера спиралась на швидкий і майстерний малюнок, котрий різними друкарськими технологіями переводили у ілюстрації. Серед творів художника — численні замальовки-портрети та ілюстрації до різних видань. Так, він зробив сімдесят дев'ять ілюстрацій до видання «Sartor Resartus». Увесь комплект графічних оригіналів Едмунда Саллівана був придбаний до Музею Вікторії й Альберта у Лондоні.
Серед книг, ілюстрації для котрих робив Едмунд Салліван, видання «Мрія добропоряжних жінок» (сорок малюнків), комедій Вільяма Шекспіра (чотирнадцять малюнків) та перського середньовічного поета Омара Хаяма (сімдесят шість).
Окрім праці над малюнками та ілюстраціями, Едмунд Салліван знаходив час для навчання студентів і був викладачем малюнку в Школі мистецтв для ювелірів.

## Вибрані ілюстрації до віршів Омара Хаяма

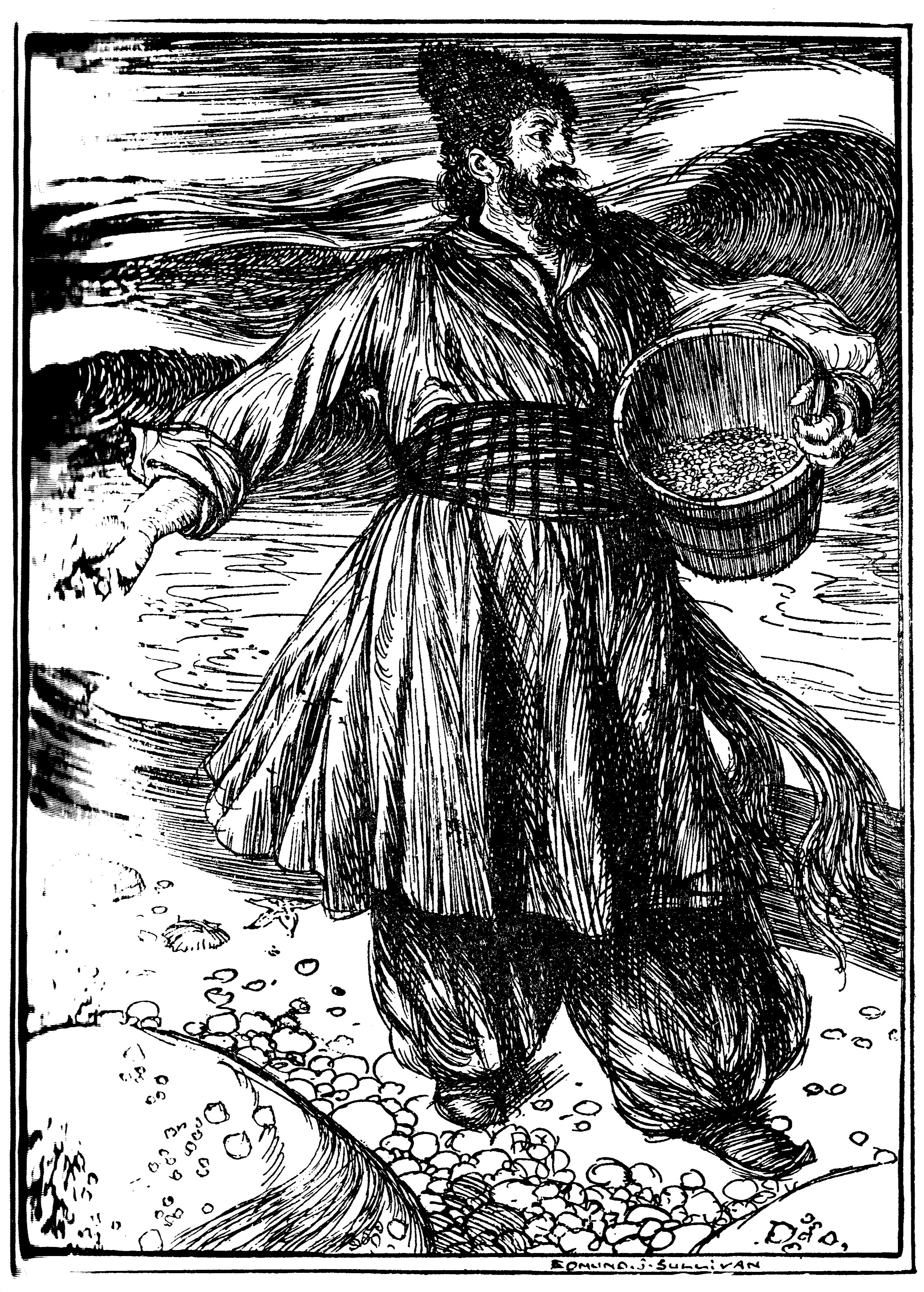

1913 року він створив перший варіант ілюстрацій до поезій перського поета доби середньовіччя Омара Хаяма. Специфічна, надто кротка поетична форма рубаят (чотири рядки), котру використовував Хаям, не надавала можливості створення широких поетичних панорам. Візуальний ряд створити художникові зі стислих рядків було важко. Салліван спробував і первісно зупинявся то на побутовому трактуванні, то на алегоричному.
Подруга Хаяма у Саллівана нагадує не стільки перську красуню, скільки молоду пані шекспірівських комедій. Поет то перериває її сон вранці і закликає порадіти новому дню, то читає нові рядки, то не може відірватися від солодкого спілкування. Але час сплив, минула молодість і художник наче разом із поетом пізнає розчарування, злидні, поневіряння. Згодом у ілюстраціях зникає ідилічний світ молодих забав, замість нього — запальні диспути без досягнення порозуміння і мудрих рішень, ворожівсть, остракізм. Тепер ми бачимо героя віршів на самоті серед розгублених, психічно скалічених осіб або серед фанатично налаштованих. Чи то у відчаї, чи то у сльозах припала до книги і героїня омарових віршів як символ остаточних втрат.
Читачам залишились неперевершені поетичні рядки, де вже померлий поет піднімається до феєричних висот мистецтва і зоряного неба. Візуальні знахідки Едмунда Саллівана будуть підхоплені художниками-ілюстраторами нової доби. До них пізніше звертався і графік Піков Михайло Іванович (1903—1973), і інші.

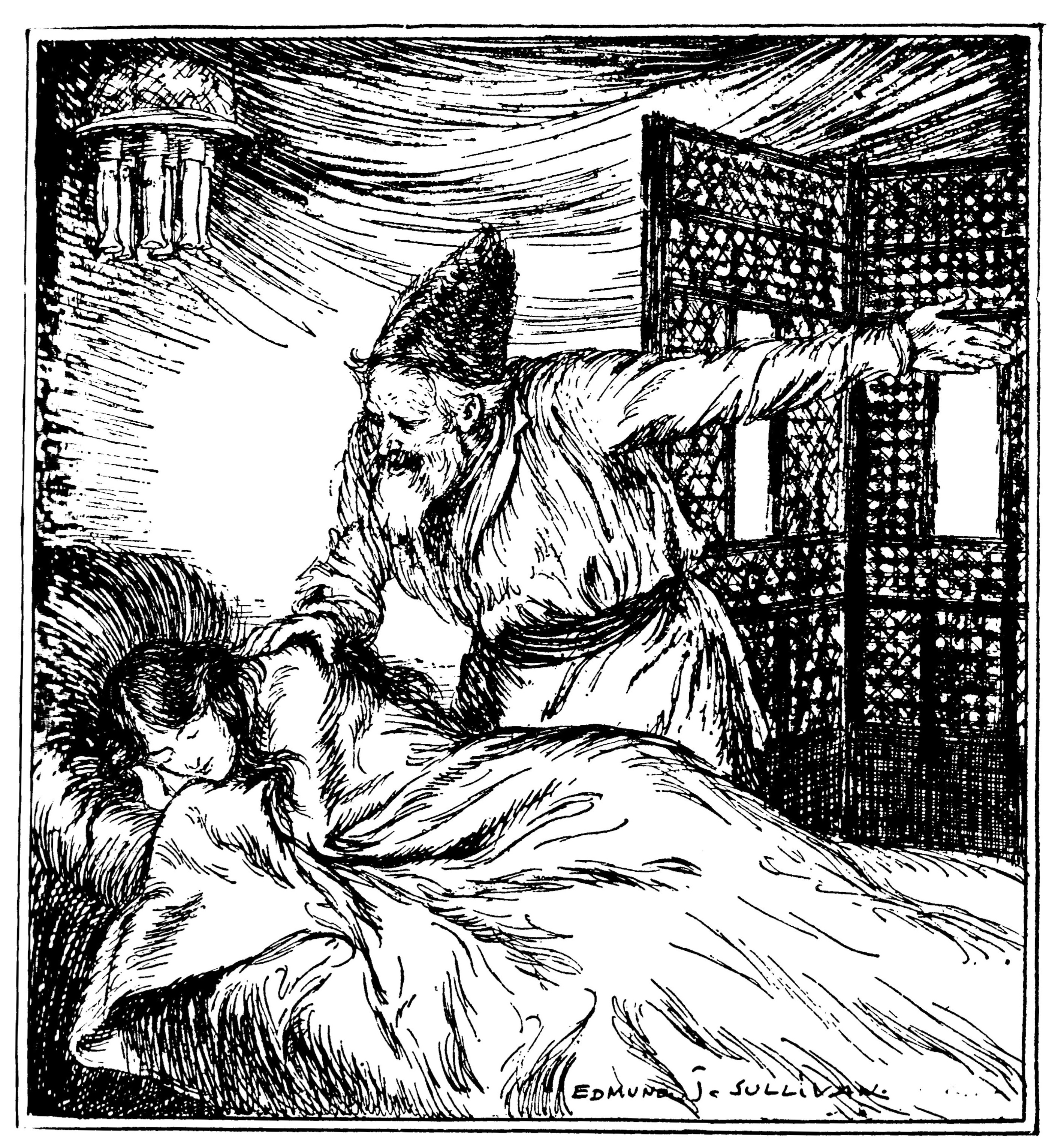
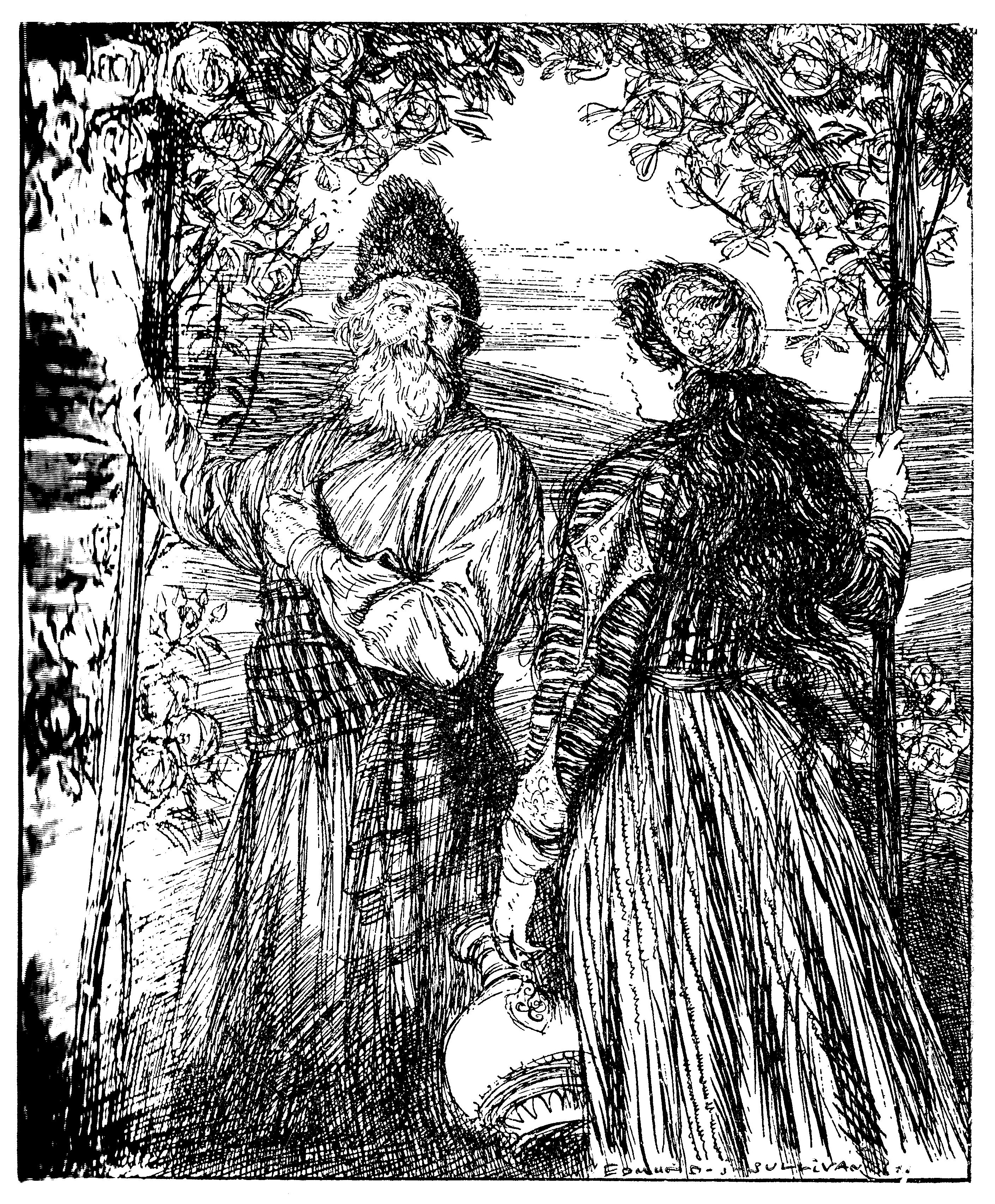
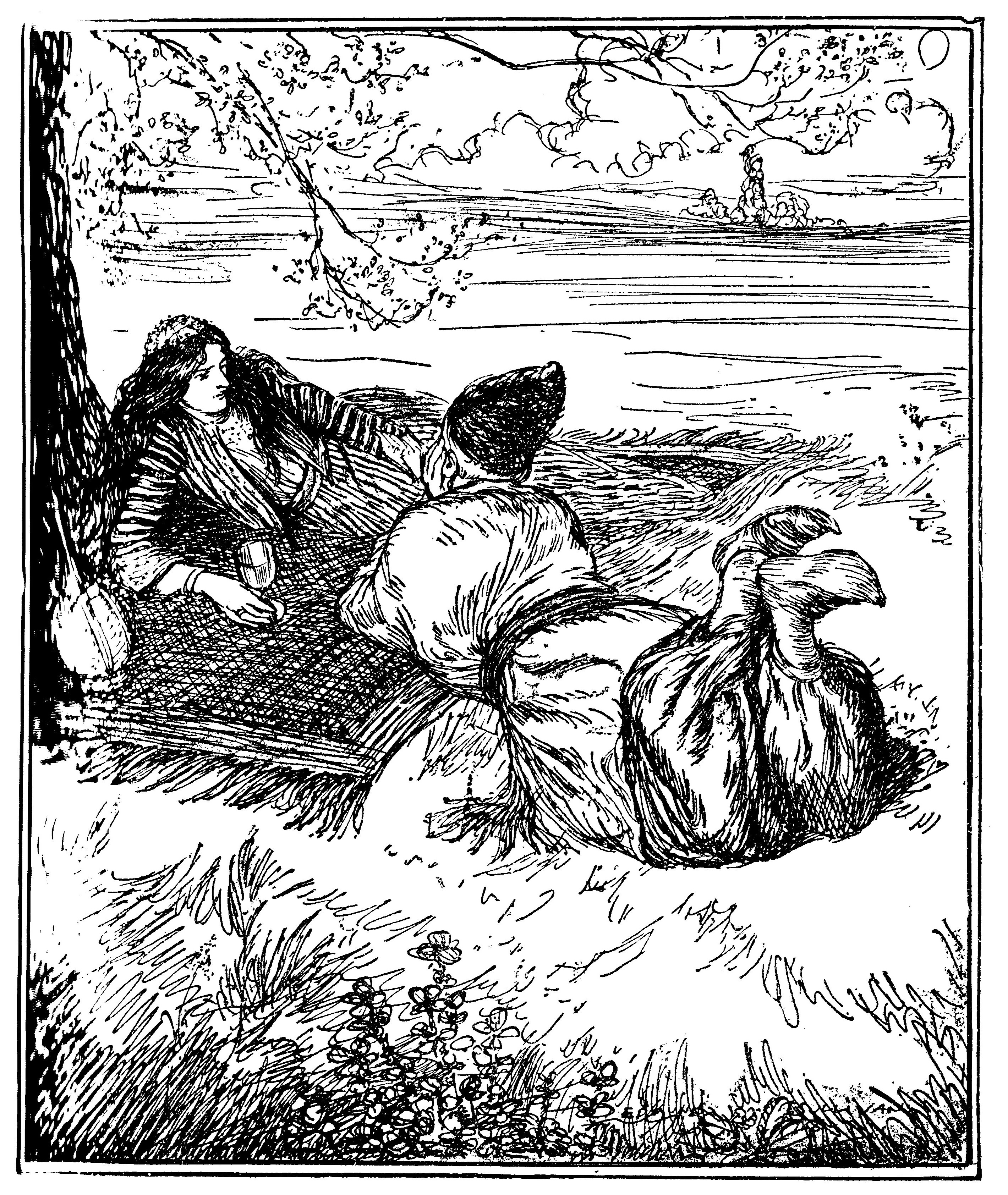
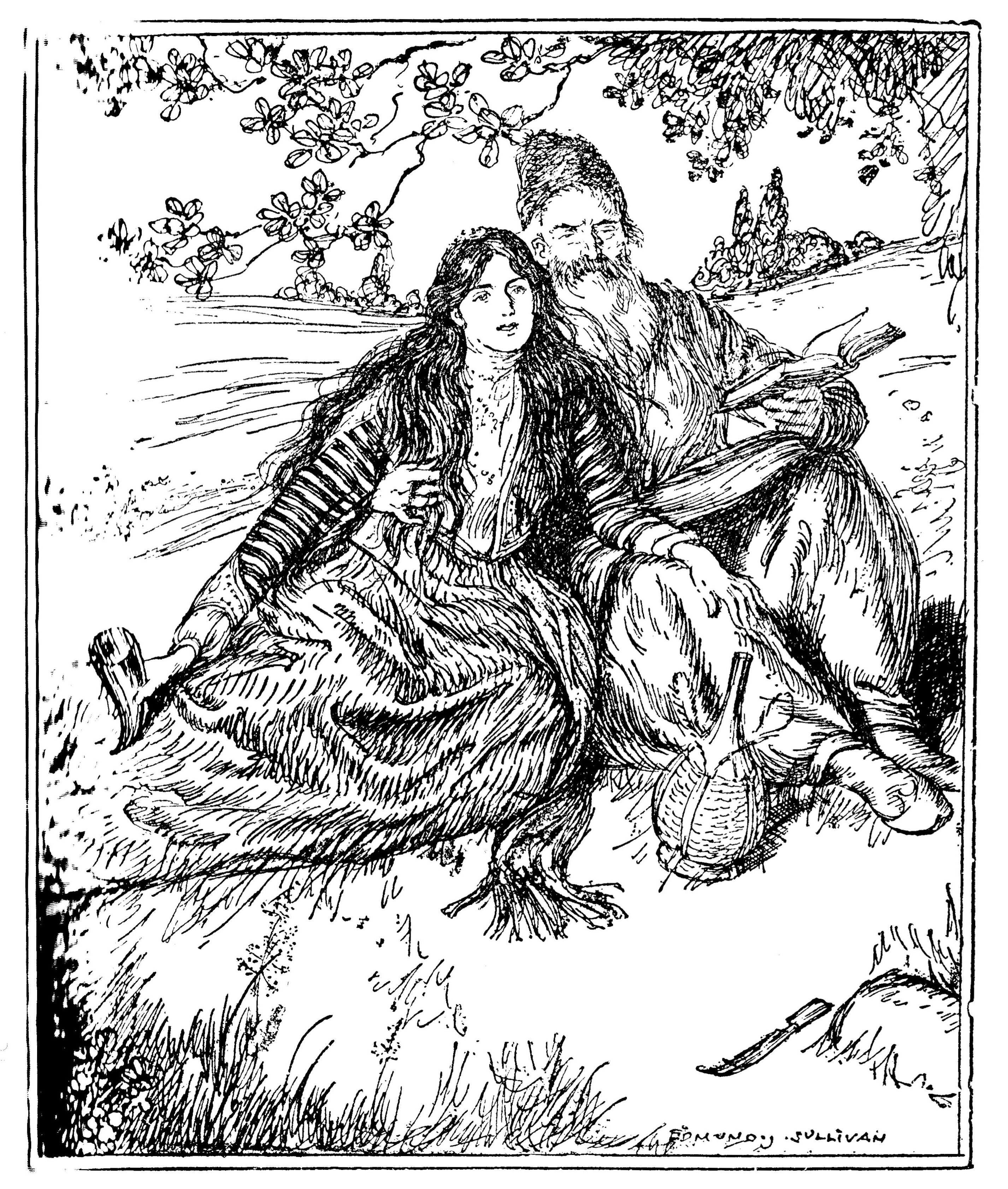
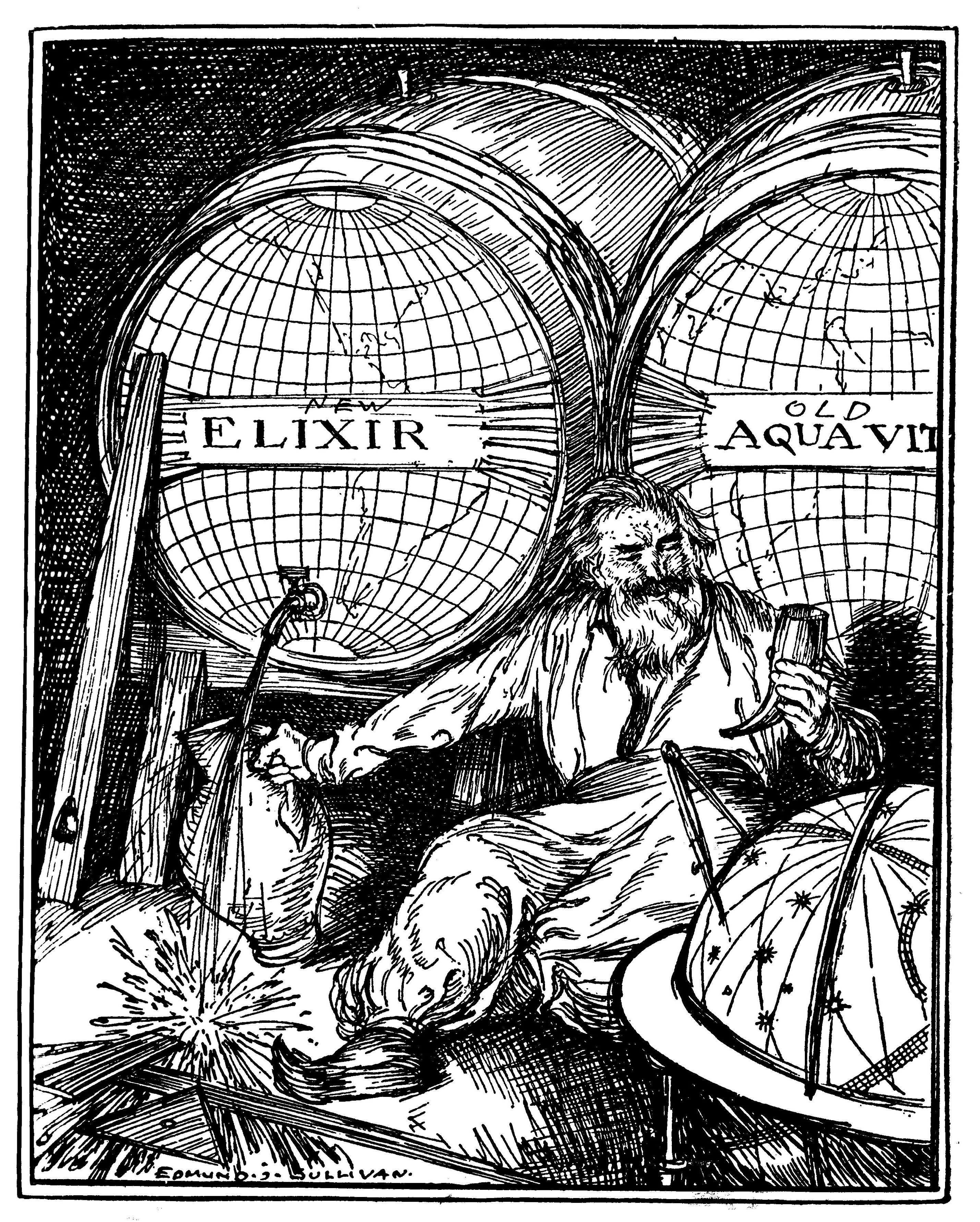
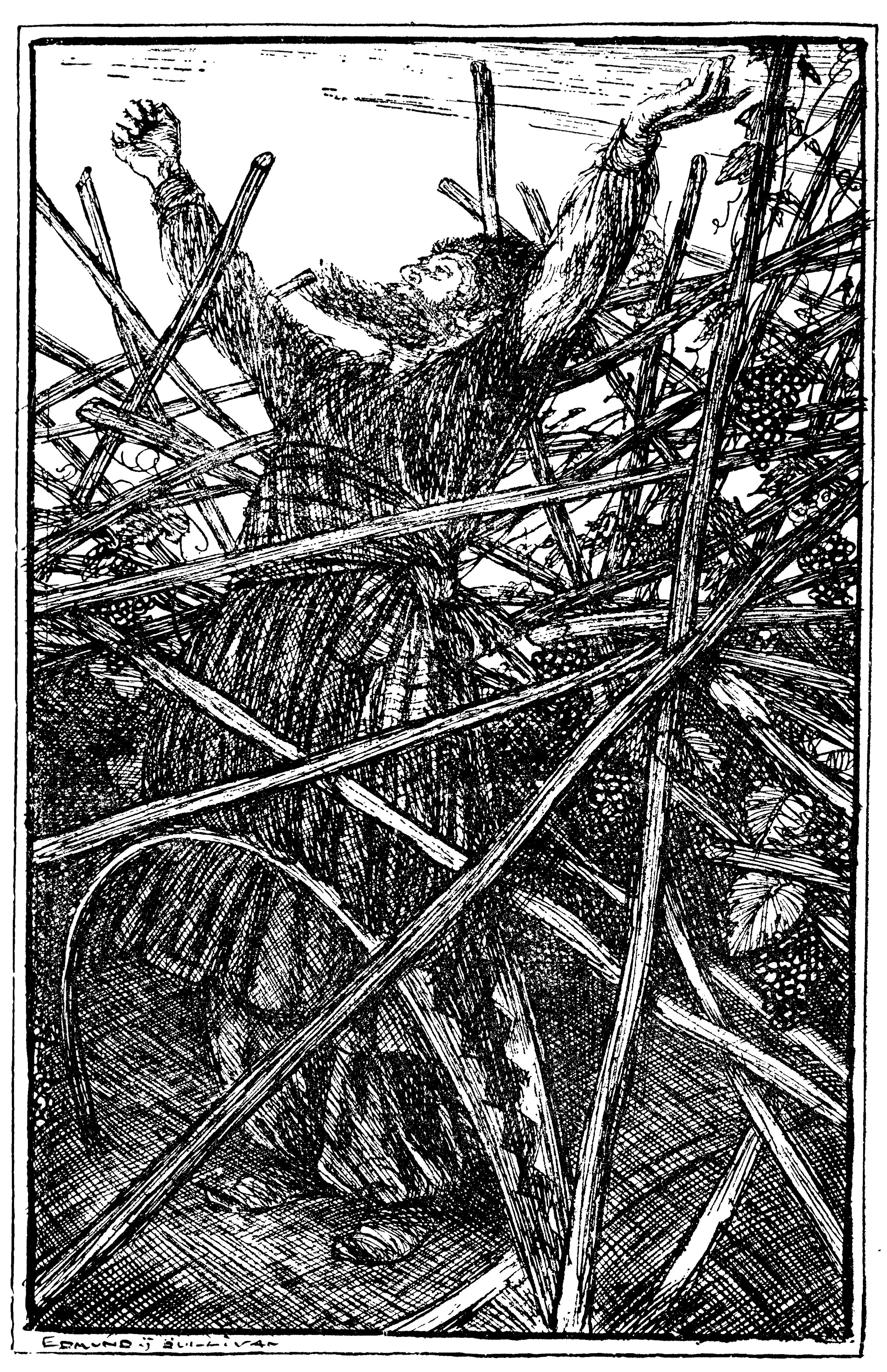
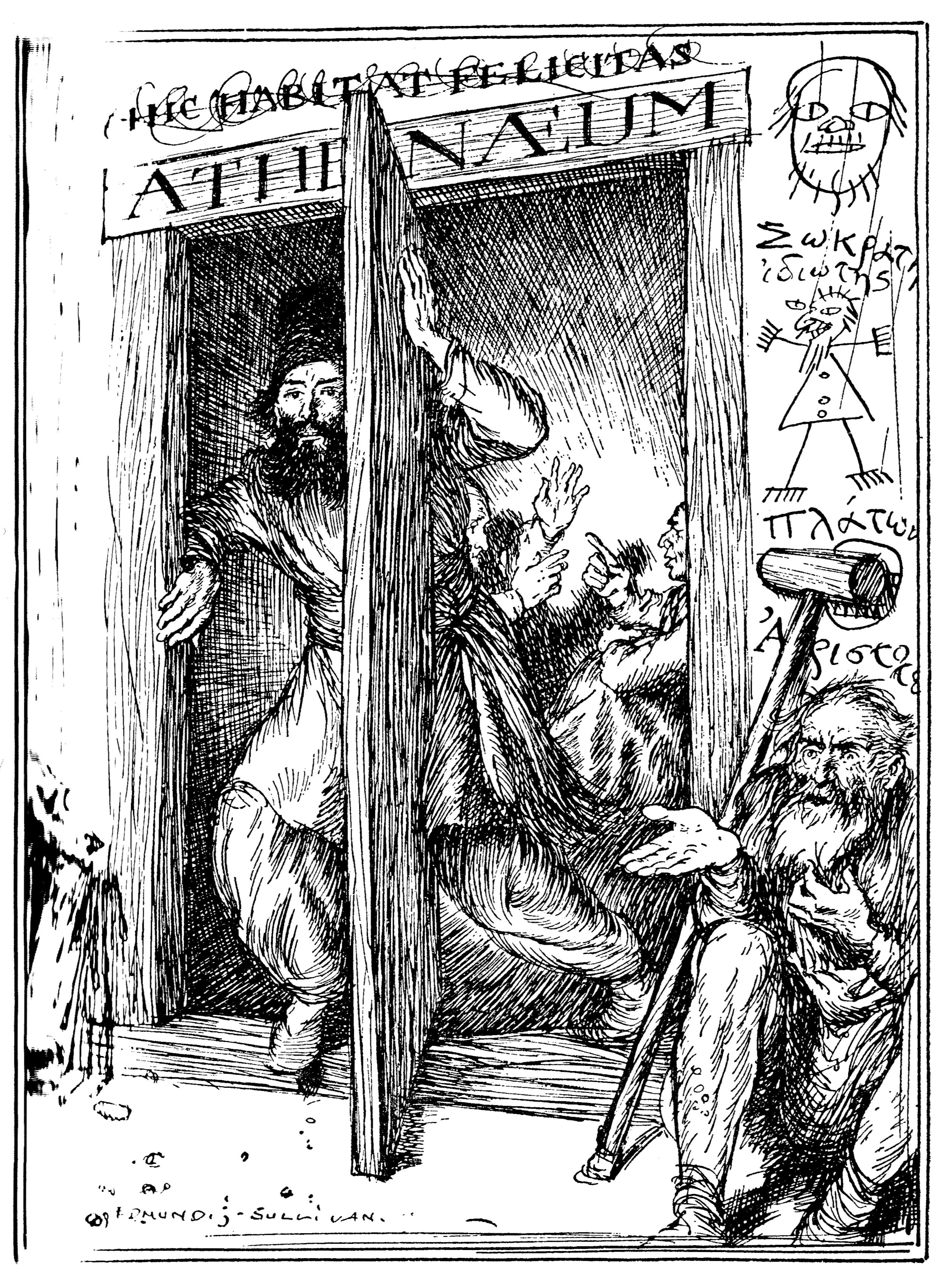
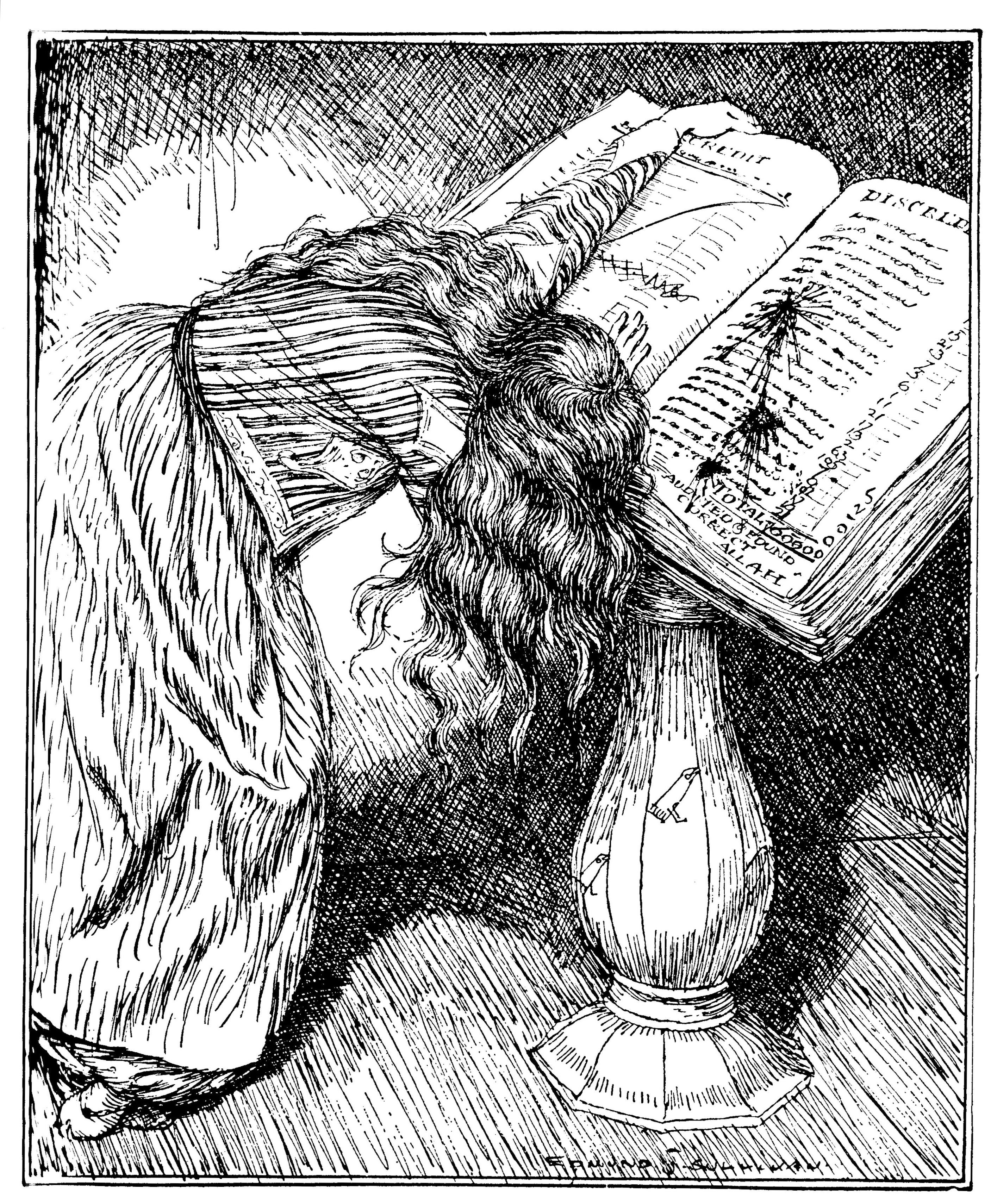
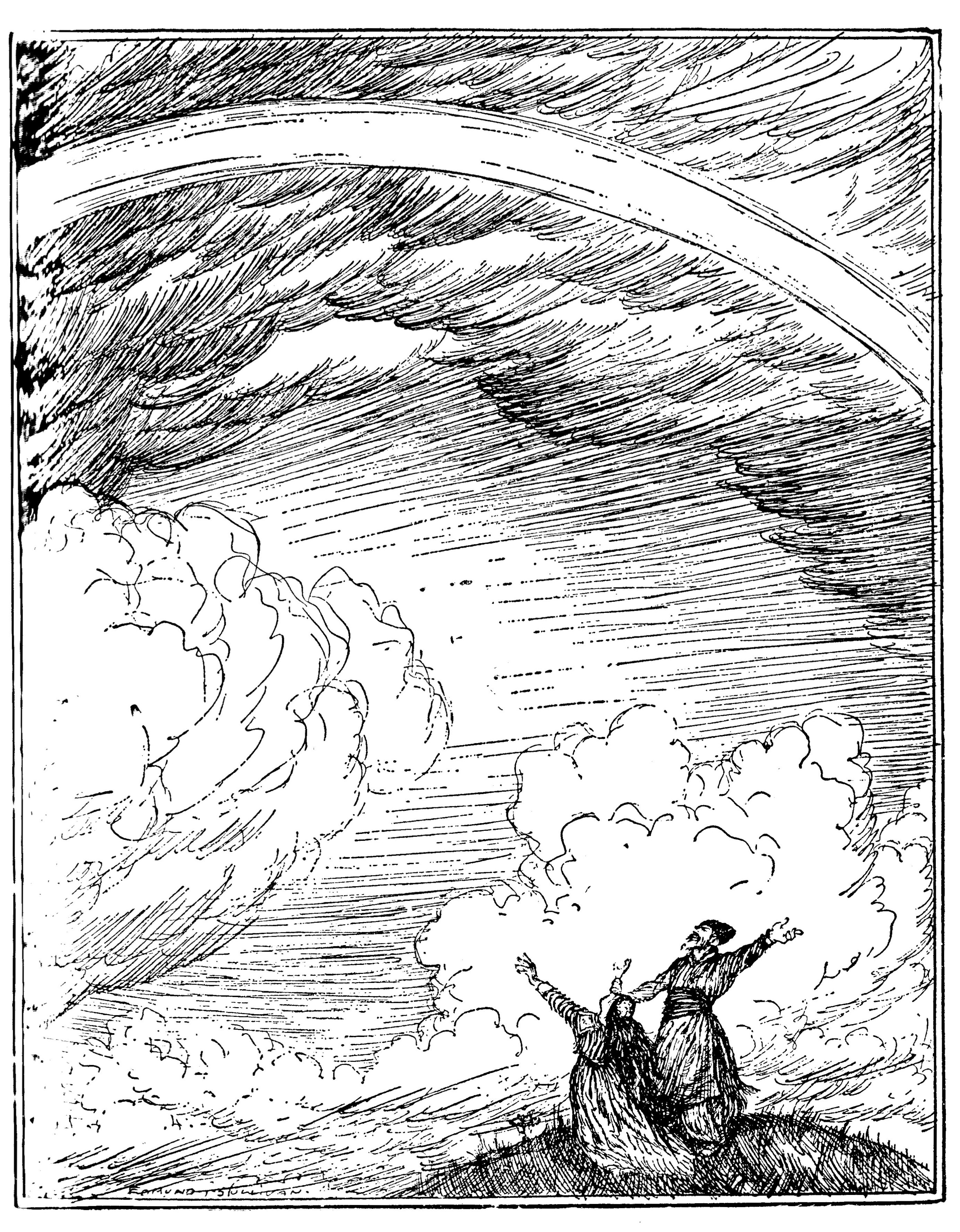
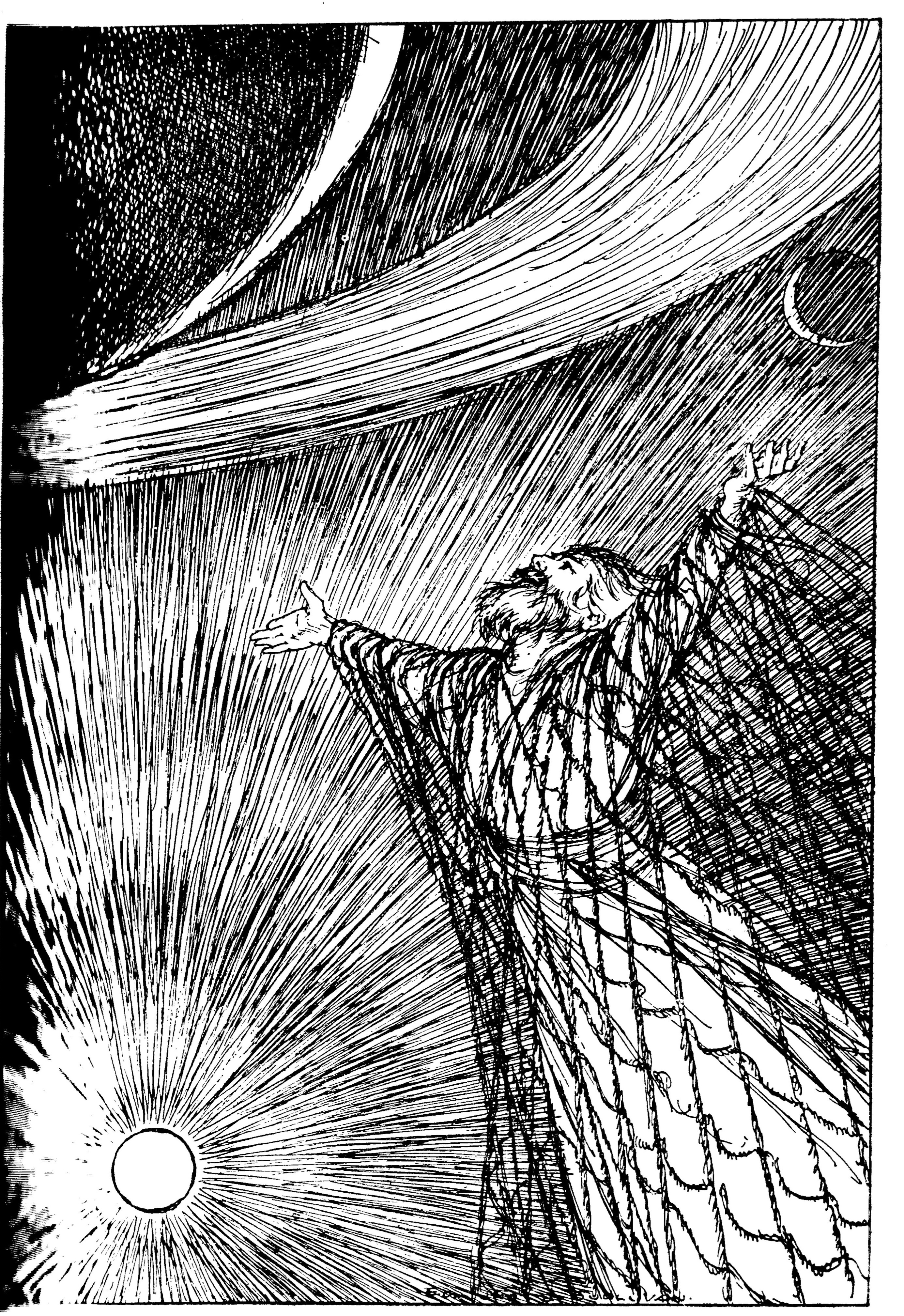

## Вибрані ілюстрації до британського видання «Французька революція» 1910 р

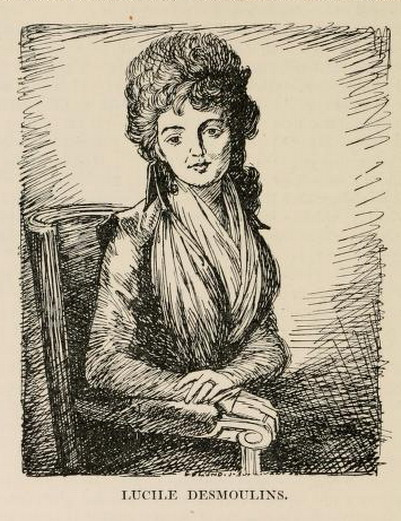
«Портрет Люсі Демулен».

Практично позбавлені ідилічних сцен ілюстрації Едмунда Саллівана до британського видання «Французька революція». І письменник (Томас Карлайл), і художник стоять на монархічних і консервативних позиціях. Для обох — революція у Франції 1789—1793 рр. лише черга швидких політичних змін-злочинів, гідних засудження. Злочинним у ілюстраціях постає й паризький натовп, що піддає смерті шляхетне дворянство (таке недоторкане у Британії), й сам Максиміліан Робесп'єр. Останнього Салліван подав у кріслі перукаря за перегляданням списку кандидатів на чергову страту.
Революційний терор Едмунд Салліван трактував як міфічну багатоголову гідру, гідну лише знищення. Але реакційні політичні уподобання змусили його й демократію трактувати як багатоголову гідру на королівському троні Франції. Обмеженість митця не дозволила йому роздивитись її досягнення, відкриті нею нові закони. Адже Франція роками користувалась наслідками революційних подій — без їх небезпечних якостей.
Дещо несподіваним було використання у ілюстраціях стилістики французького рококо, особливо у жіночих образах (Люсі Демулен, королева Марія Антуанета) з їх прагненням насолод, приємного і захищеного від бідності побуту, малих, але частих свят, флірту. Стилістика пізнього французького класицизму або була художнику незрозумілою, або непотрібною. Портрет Марії Антуанети навіть пряма графічна цитата з твору 18 століття художниці Елізабет Віже-Лебрен.
Вислідом подій революції за Салліваном постав Наполеон Бонапарт, що отримав владу і корону, переможно стоячи на могилах революціонерів.

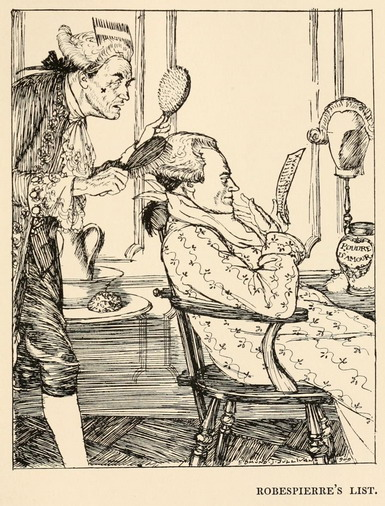
«Робесп'єр переглядає список кандидатів на страту»
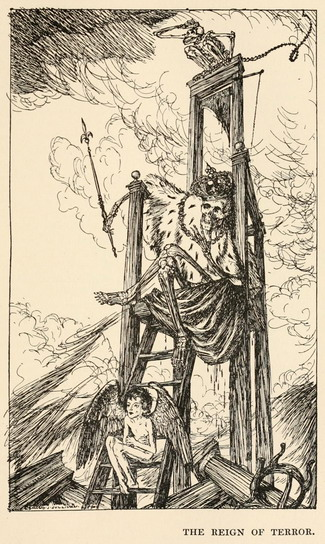
«Господар Терор»
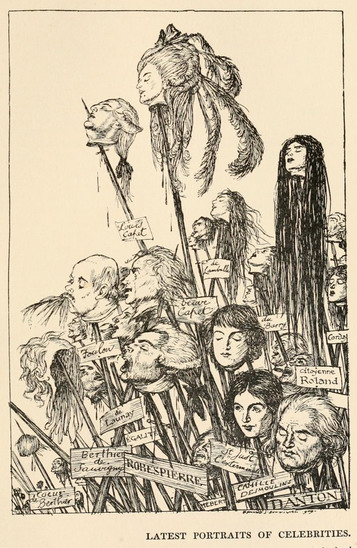
«Найсвіжіші портрети знаменитостей»
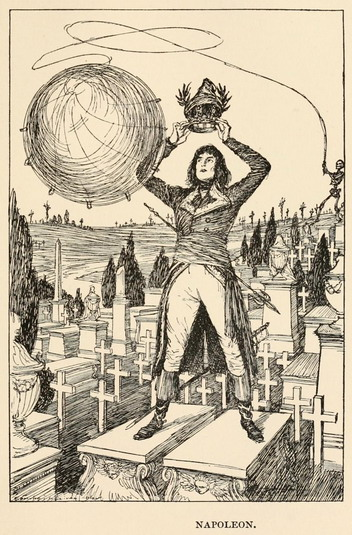
«Наполеон на могилах загиблих»